# Näxåsen
Näxåsen är en by som ligger i Ströms socken, Strömsunds kommun, i norra Jämtland. Byn ligger på Ströms Vattudals nordöstra sida mittemot byn Hillsand, cirka 3,5 mil sjövägen uppströms Strömsund. 
På 1750-talet började byn bebyggas och befolkas men då inte på den plats byn finns idag utan inne i en vik, Hullkasviken. Den då förste, Lill-Per den äldre, valde att flytta hela byn till nuvarande läge. Vid det första läget för byn finns fångstgropar från slutet av 1600-talet eller början av 1700-talet. Idag finns ingen fast befolkning i Näxåsen utan är en by som många andra byar i Norrlands inland, en by som befolkas sommartid.